# ピウス2世 (ローマ教皇)
ピウス2世（Pius II、1405年10月18日 - 1464年8月14日）は、ルネサンス期のローマ教皇（在位：1458年 - 1464年）。本名はアエネアス・シルウィウス・ピッコローミニ（ラテン語: Aeneas Silvius Piccolomini, イタリア語: Enea Silvio Piccolomini）。
シエナ出身で、シエナ大学で学ぶ。元々人文主義者の代表的な人物で、詩人、歴史家として高名であり、神聖ローマ帝国に仕え、皇帝の側近、外交家としても知られていた。教皇エウゲニウス4世時代のバーゼル公会議に神聖ローマ帝国の宰相として参加し、教皇派と公会議首位派の対立を収束させるべく尽力した。その後聖職者となり、カリストゥス3世の死後、教皇に選ばれ、ピウス2世を名乗る。

## 生涯
1459年、枢機卿ヨハンネス・ベッサリオンの尽力を得て、ヨーロッパ諸国に呼びかけ召集したマントヴァ教会会議で、オスマン帝国に対する十字軍遠征を主張する。消極的な神聖ローマ皇帝フリードリヒ3世に対してはかなり強硬な態度で参加を迫ったにもかかわらず、彼をはじめとしてこれに応じる君主・国はほとんど存在しなかった。1463年、十字軍を勧告する教書を再び発表し、1464年には十字軍の出発地として決定されたアンコーナに赴くが、同年8月に逝去。遠征は直ちに中止された。
シエナ共和国にある故郷の町（コルシニャーノ、のち教皇の名に因んで「ピッコローミニ」と改称）を理想の都市にしようと考え、1459年、フィレンツェの建築家ベルナルド・ロッセリーノに設計を依頼する。これによってピオ2世広場、ピッコロミニ宮殿（1469着工）などが建設され、ルネサンス建築の立ち並ぶ都市が生まれた（トスカナの宝石ともいわれる小さな都市で、現在は世界遺産に登録されているピエンツァ歴史地区）。
当時の因習であるネポティズムに従い、甥のフランチェスコを枢機卿に登用した。彼は後に教皇ピウス3世として選出された。